# Soloknoblauch

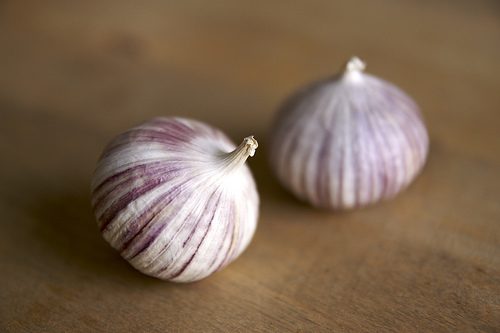
Zwei Soloknoblauch-Zwiebeln mit getrockneter Außenhaut

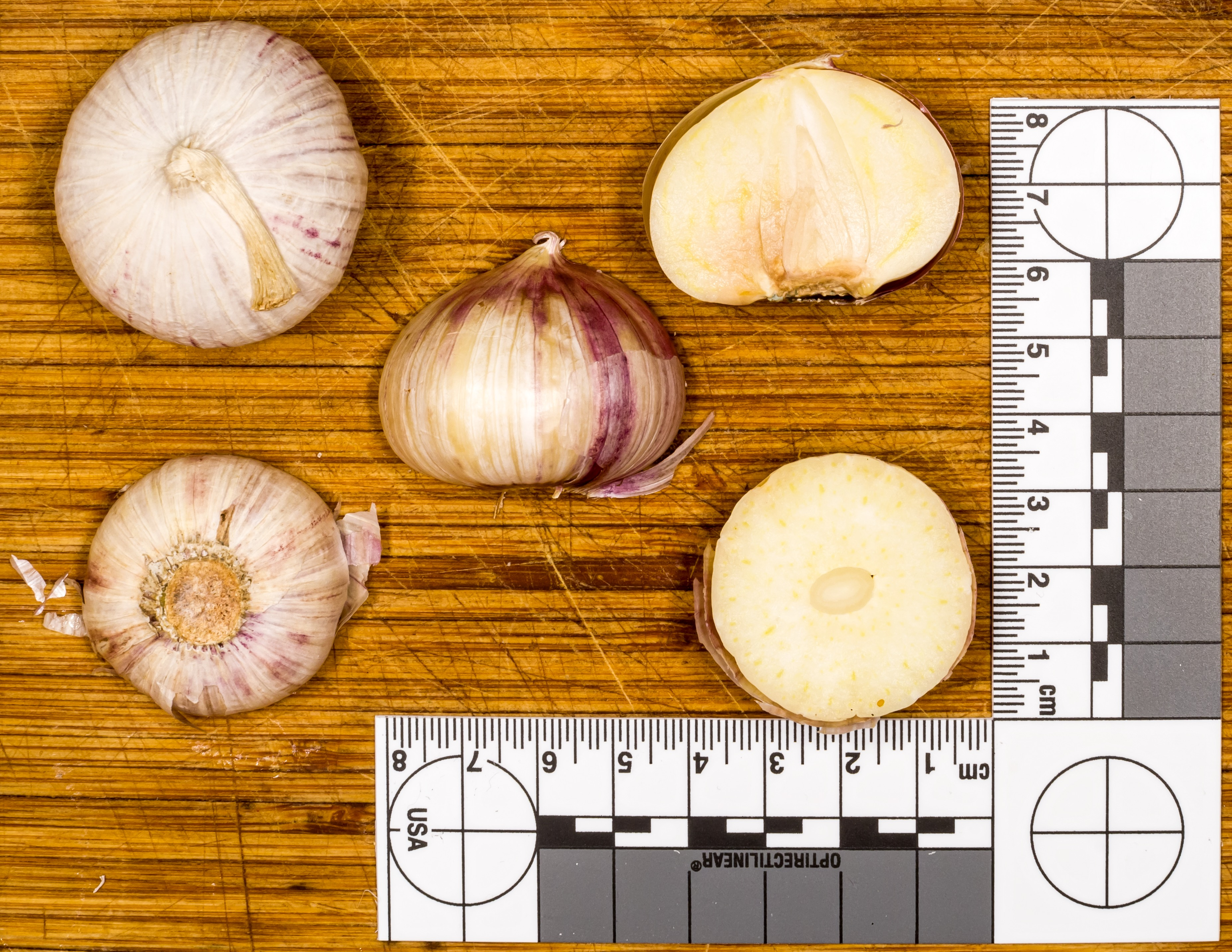
Ansichten der Knolle

Soloknoblauch, Monoknoblauch oder Einzehenknoblauch ist die Handelsbezeichnung für Knoblauch, der aus einer einzigen Knolle ohne einzelne Zehen besteht. Verbreitete Handelsnamen sind auch Knollenknoblauch, japanischer Knoblauch oder chinesischer Knoblauch – wobei letzterer zu Verwechslungen mit Knoblauch-Schnittlauch (Allium tuberosum) führen kann. Ebenso wird der Soloknoblauch wegen der Größe der Zwiebel auch gelegentlich mit Elefantenknoblauch, einer Varietät der Art Allium ampeloprasum (Ackerlauch bzw. Sommerknoblauch) verwechselt. Allerdings liegt die Größe des Einzehenknoblauchs zwischen ca. 25 bis 50 mm, während der Elefantenknoblauch Größen von 60 mm und mehr erreicht sowie eine ausgewachsene Zwiebel aus mehreren Zehen entwickelt.

## Herkunft

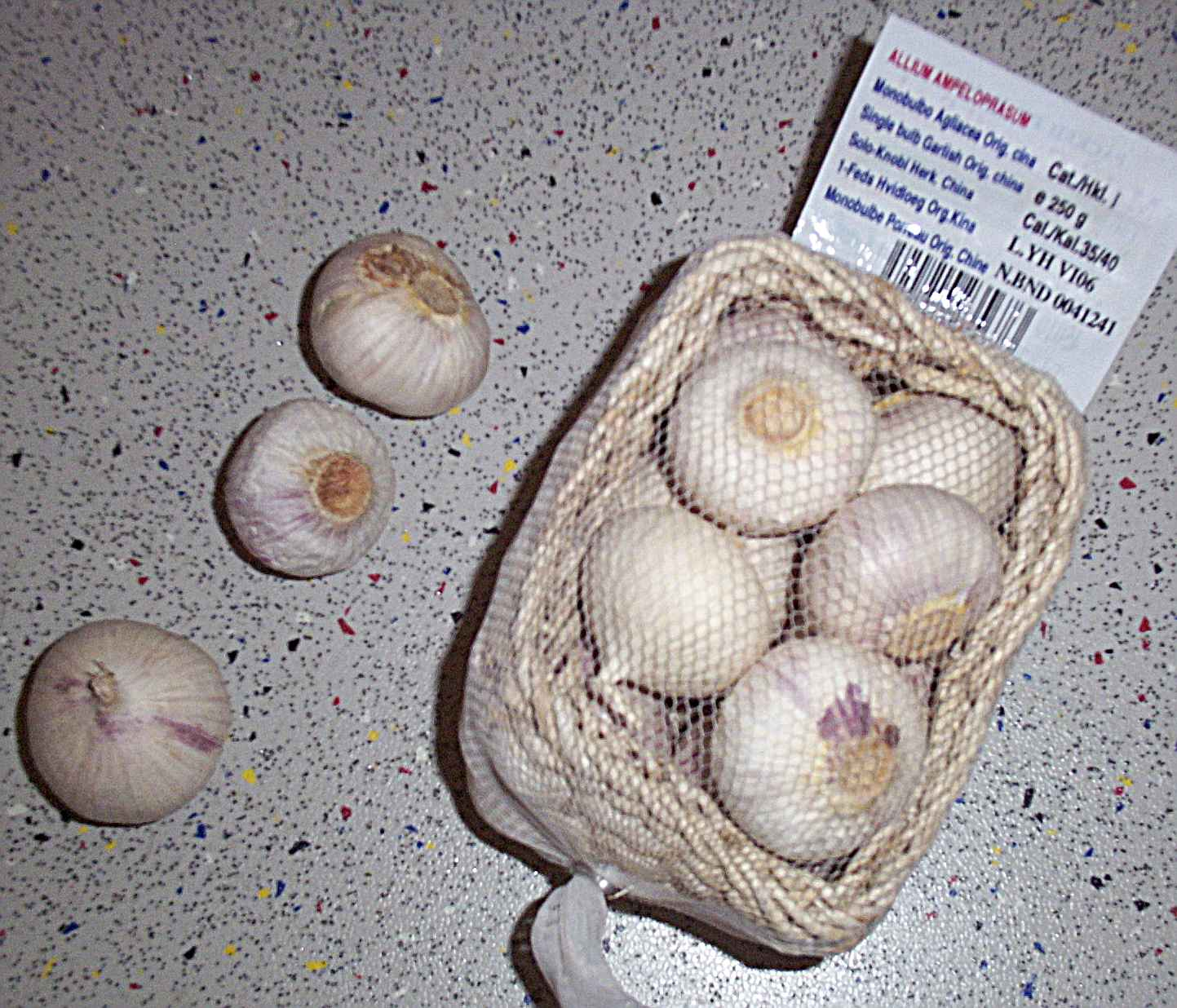
Soloknoblauch in Handelsverpackung mit verschiedensprachigen Namen

Die chinesische Provinz Yúnnán wird häufig mit Einzehenknoblauch in Verbindung gebracht, da im chinesischen Raum allgemein die südchinesischen Yunnan-Region bekannt für den Anbau von Soloknoblauch (chin. dusuan, 独蒜 oder duzisuan, 独子蒜) ist. Die Pflanze wird aber auch in anderen Regionen der Erde angebaut, da sie vor allem für die Zubereitung von Speisen internationale Verbreitung gefunden hat. In Peru wurde die Pflanze beispielsweise als Kulturexport durch eingewanderte Auslandschinesen eingeführt.

## Verwendung
Als besondere Unterschiede zu dem in Europa weiter verbreiteten mehrzehigen Knoblauch gelten:
- einfacheres Schälen und Schneiden
- milder im Geschmack
- weniger ausgeprägter Körpergeruch nach dem Verzehr

## Soloknoblauch in Griechenland
Auf der griechischen Insel Santorin soll es ebenfalls eine Knoblauchsorte ohne einzelne Zehen unter der Bezeichnung monokoúki (griech. μονοκούκι) geben. Es wird vermutet, dass es sich um eine sehr alte Kultur handelt. Dieser Knoblauch wird nur noch von wenigen Landwirten zum Eigenbedarf angebaut.